# Сухоніс Фідель Анатолійович

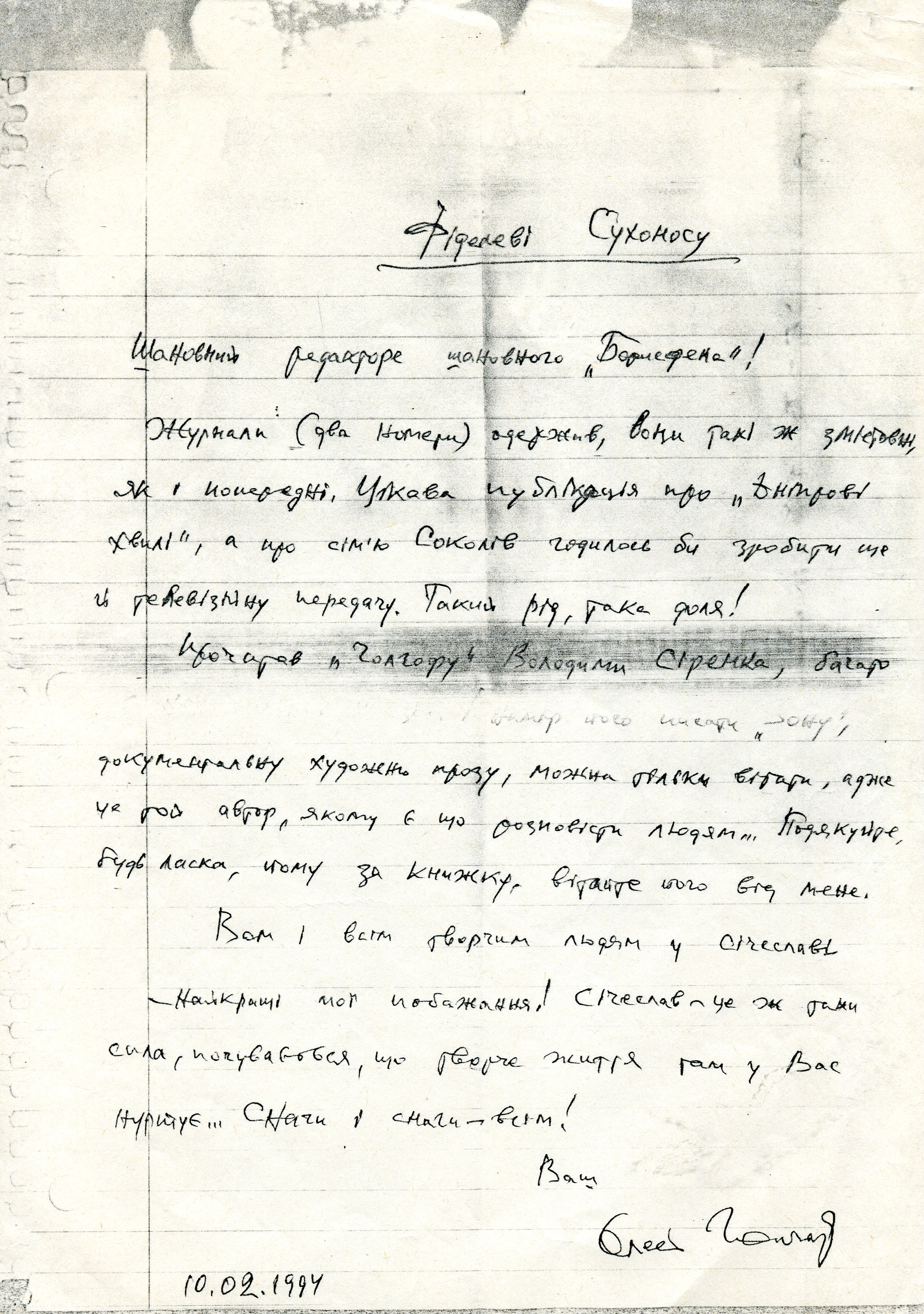
За довгі роки існування журналу «Бористен» у нього з'явилось багато творчих друзів. На фото — фрагмент листування з покійним класиком української літератури. Олесь Гончар ділиться враженнями від отриманих номерів журналу з редактором Фіделем Сухоносом. 1994 рік.

Фідель Анатолійович Сухоніс (нар. 27 квітня 1961, Дніпропетровськ) — український письменник, член Національної спілки письменників України (НСПУ), журналіст, телеведучий, дослідник української діаспори в США.
Видається з 1990 року, зокрема, у перекладах англійською, російською, білоруською та польською мовами. Автор близько 40 книг та колективних збірників, серед яких гумористичні та публіцистичні збірники, оповідання, художньо-публіцистичні есе, твори для дітей. Має численні публікації в періодичній пресі України, Росії, США, Канади, Австралії, Бразилії, Польщі, Румунії. Шеф-редактор журналу «Бористен». У 2018 році увійшов у «ТОП-100 блогерів та трендмейкерів YUCIEE Дніпропетровської області» через те, що є активним користувачем Facebook.

## Біографія
У 1984 закінчив фізико-технічний факультет ДНУ за спеціальністю «Виготовлення літальних апаратів». Працював технологом, кореспондентом багатотиражної газети виробничого об'єднання «Південмаш». Навчався в Інституті державного управління та самоврядування при президентові України.

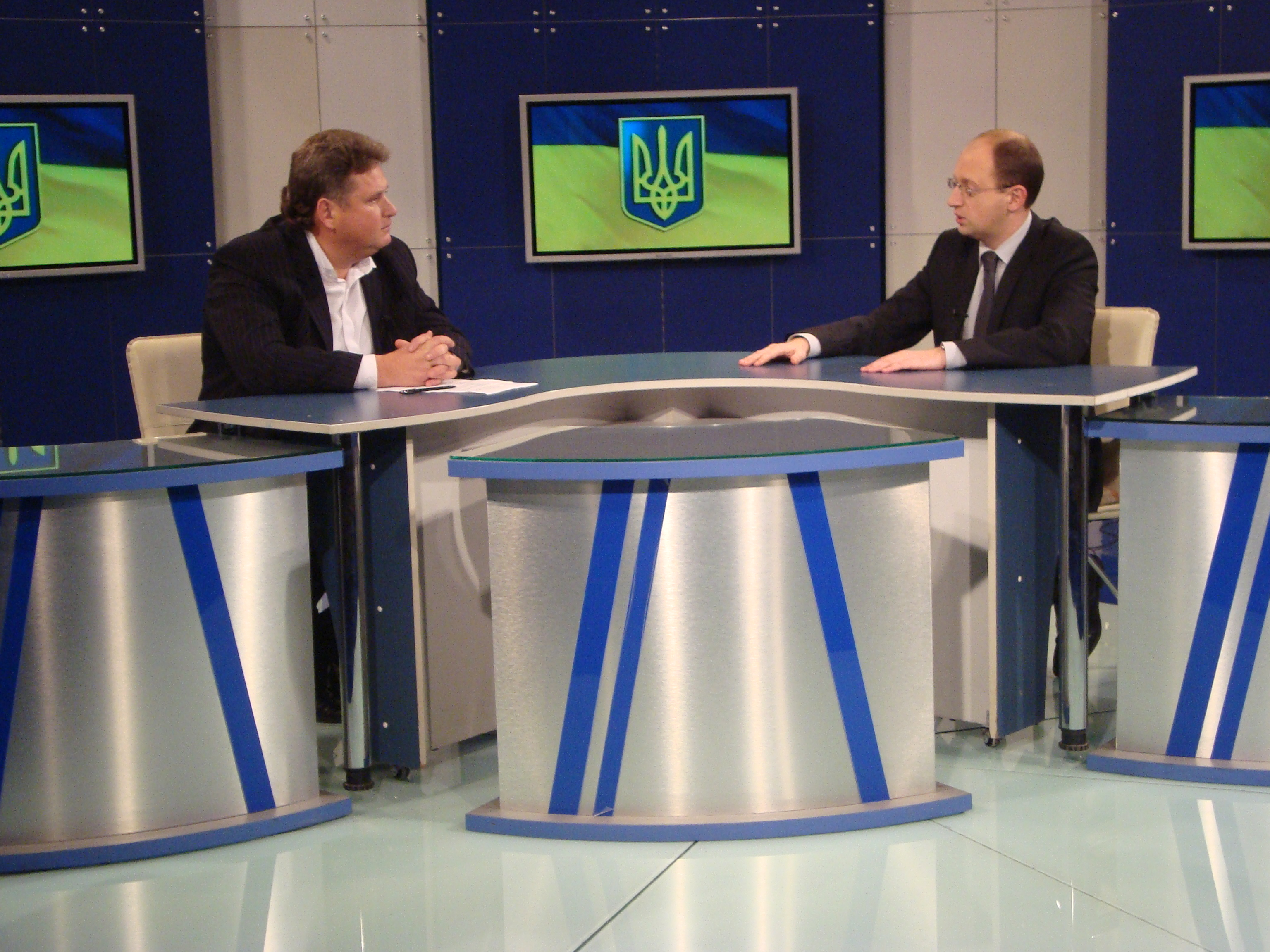
У телестудії Ф.Сухоніс та А. Яценюк

З 1985 року редактор молодіжних програм Дніпропетровського обласного радіо, потім коментатор Дніпропетровської обласної студії телебачення, згодом редактор, з вересня 2001 року по вересень 2008 року директор т/о художньо — публіцистичних програм студії телебачення Дніпропетровської обласної державної телерадіокомпанії, нині обіймає посаду заступника директора т/о художніх програм Дніпропетровської обласної студії телебачення. Член Національної Спілки журналістів України з 1986 року, член Національної Спілки письменників України.
З 2018 року працює на телеканалі «ОТВ» у Дніпрі. Автор і ведучий програми «Точка зору».
Одружений. Дружина — Оксана Сухоніс, викладач української мови та літератури. Донька — Дарина Сухоніс-Табацька, відомий журналіст.
Полюбляє рибалку, подорожі та тварин, особливо собак і котів. Вдома має трьох котів, які свого часу були безхатченками.

## Творчість

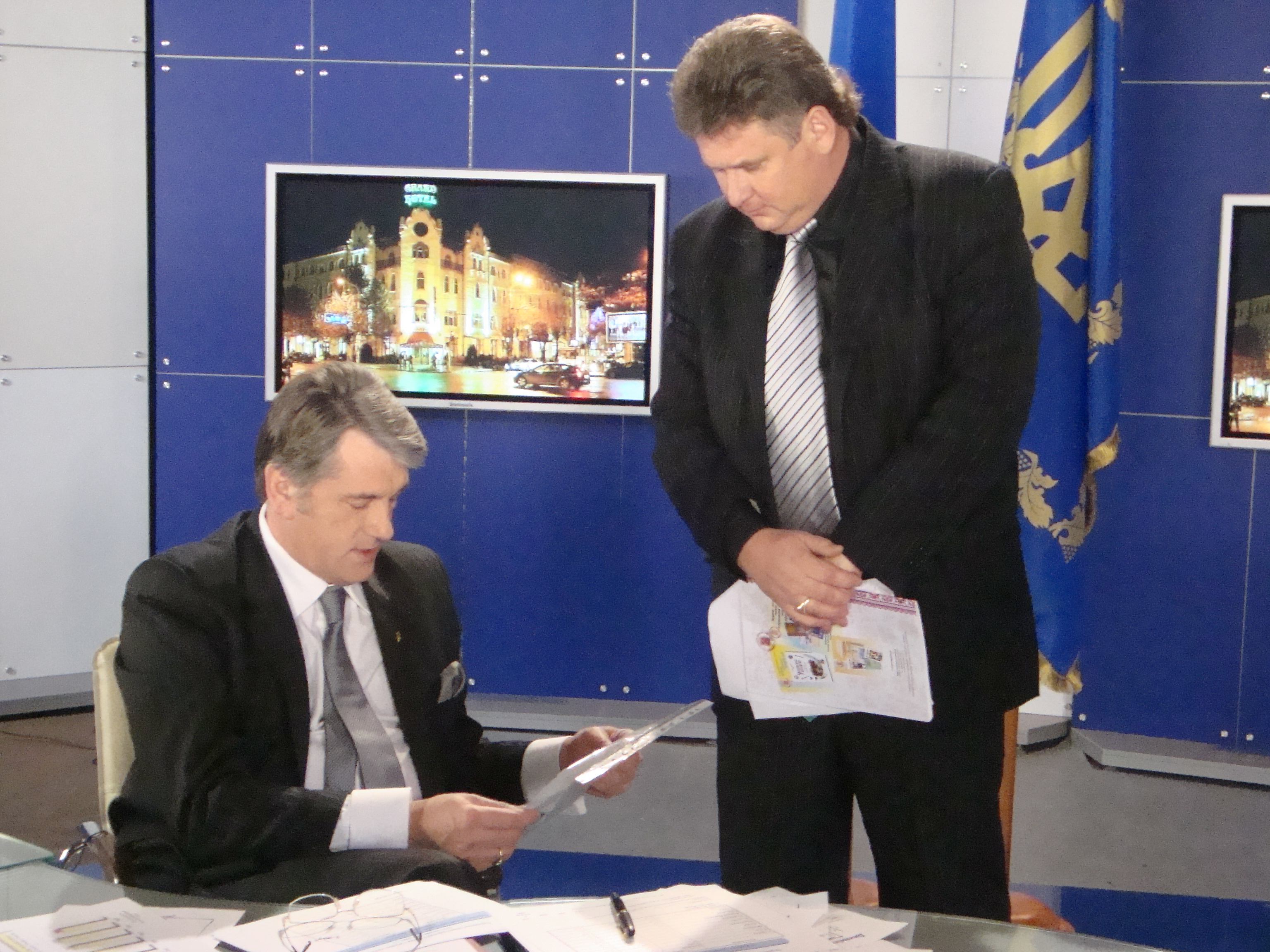
У телестудії В. Ющенко та Ф. Сухоніс

Як тележурналіст Фідель Сухоніс готує програми соціально-політичного та художнього спрямування. Неодноразово провадив прямі телевізійні ефіри важливого політичного та соціально-економічного значення, зокрема, передачі виборчої президентської компанії 2004 та 2010 рр. та парламентських перегонів попередніх років. Участь у них брали В. Ющенко, В. Янукович, Л. Кравчук, А. Яценюк, Б. Тарасюк, Ю. Костенко, А. Кінах, Л. Танюк, Н. Вітренко, П. Симоненко, В. Гриценко, В. Чорновіл, Л. Лук'яненко та інші.
Ф. А. Сухоніс засновник та постійний редактор, започаткованого у липні 1991 року літературно-мистецького, художнього та публіцистичного щомісячника «Бористен». За роки свого існування журнал став трибуною науковців — гуманітаріїв і творчих сил не лише країни, а й світової української діаспори. «Бористен» надходить у 33 країни світу. Часопис зареєстровано Вищою атестаційною комісією при Кабінеті Міністрів України як фахове видання зі спеціальностей: «Історія», «Філологія», «Політичні науки», «Мистецтвознавство» та «Культурологія». У 2002 році часопис став переможцем у регіональному конкурсі «Світоч Придніпров'я» в номінації «Найкращий журнал регіону». А у 2003 році журнал став дипломантом Всеукраїнського конкурсу Національної Спілки журналістів України «Українська мова — мова єднання». З вересня 2002 року під редагуванням Ф.Сухоноса також виходить релігійний додаток до журналу «Бористен» бюлетень «Наша Церква».

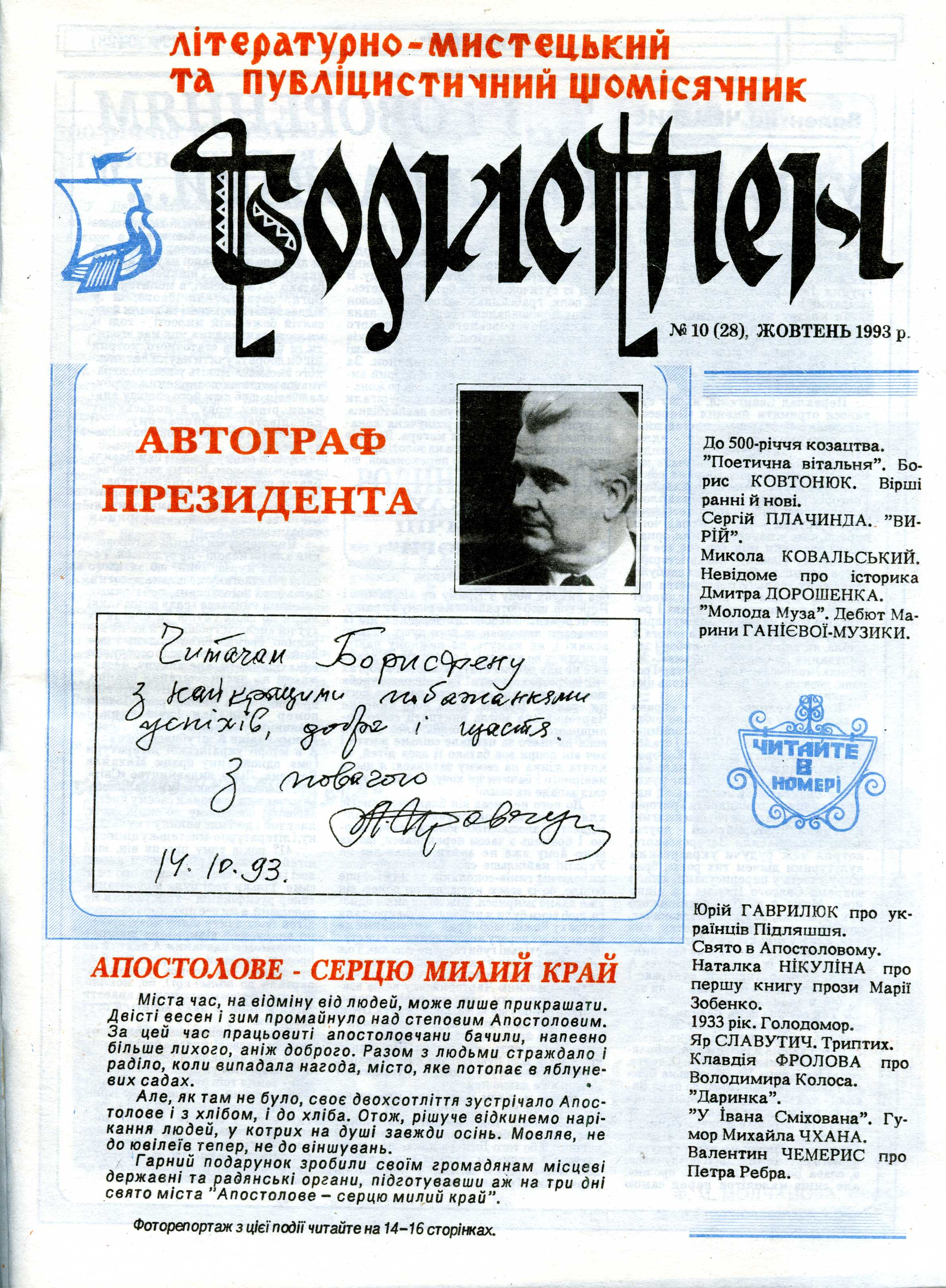
Один із перших номерів журналу «Бористен» з автографом першого Президента Незалежної України Л.Кравчука — 1991 рік.j

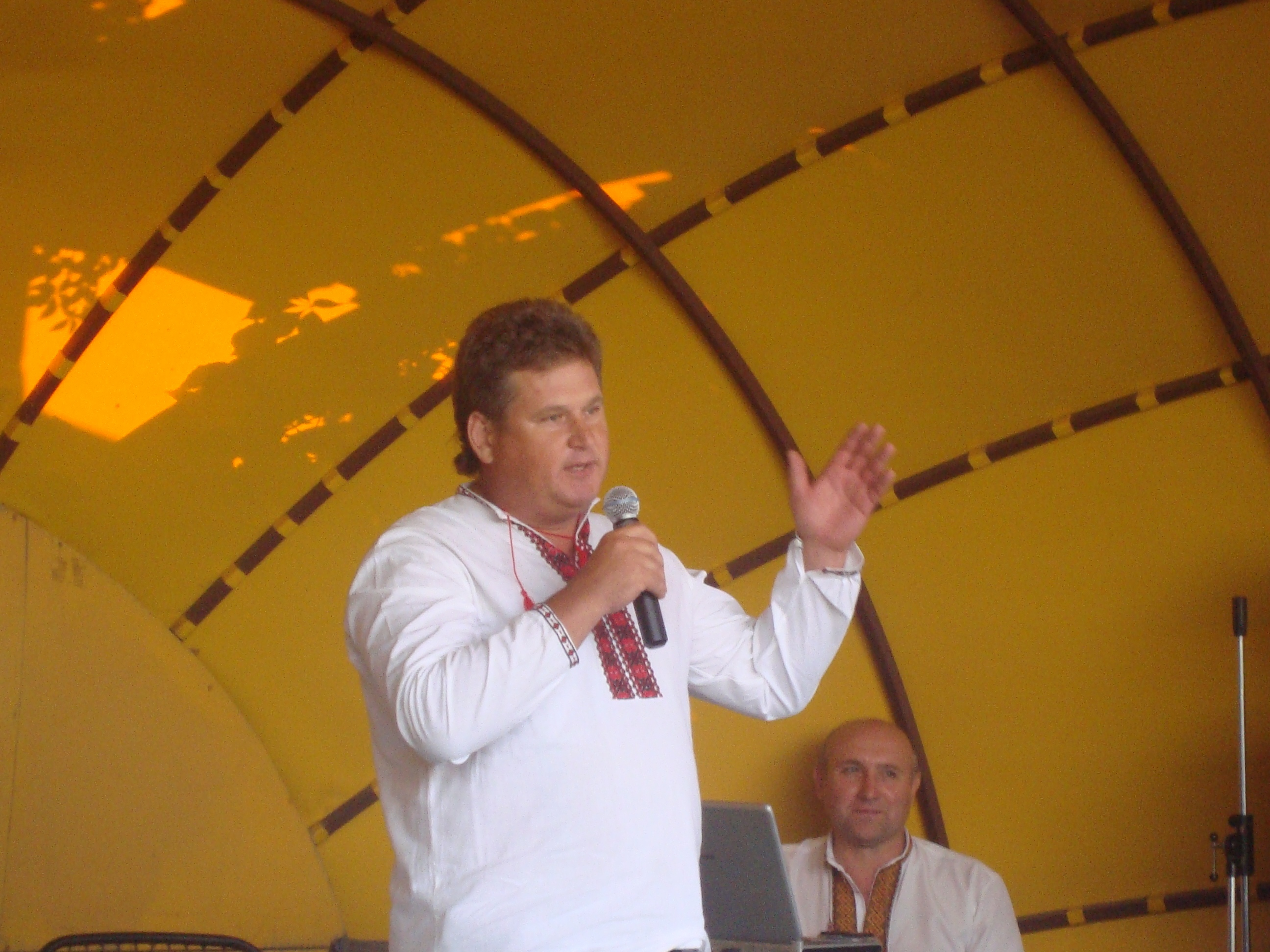
Фідель Сухоніс організовує та провадить українські патріотичні імпрези

Силами редакції журналу «Бористен» проводяться різноманітні літературно-мистецькі імпрези, щорічний конкурс на найкращу публікацію імені Олеся Гончара. З 2009 року провадиться щорічний конкурс творчої молоді імені Марусі та Івана Гнип на сторінках журналу «Бористен».
З метою популяризації ідей, творчості та життєвої державницької настанови визначного українця Фундація Івана Багряного (США), Всеукраїнський щомісячник «Бористен» (представництво Фундації Багряного на Січеславщині) заснували Відзнаку імені Івана Багряного. Щороку лауреатами стають люди, чиї досягнення стали помітними й особливими в різних сферах діяльності: письменники, громадські діячі чи просто жителі міста, які роблять свій особистий вклад в розбудову українського суспільства.
Фундація імені Івана Багряного — неприбуткова добродійна організація української діаспори США, утворена з метою впровадження його патріотичних ідей через публікацію і поширення його творів, видання книжок, близьких його ідеям. Представником Фундації у Дніпропетровській області є Фідель Сухоніс
Завдяки підтримці читачів з США та Канади редакція «Бористену» багато займається добровольчою роботою. «Ми допомагаємо доставляти на фронт продукти, медикаменти, побутові речі. Часто спілкуюся з військовими, командирами батальйонів і добровольцями. Особливо важко в лікарнях. Бачити поневічених хлопців, фактично дітей — до цього не можуть звикнути навіть лікарі. Однак, ще більше в роки війни мене вразили мешканці Дніпра. Чимало з них присвятили себе добровольчій справі, тисячі були в чергах, щоб здати кров для поранених», — зазначає Фідель Сухоніс.
З 1992 року виходять книги у серії «Бібліотека журналу „Бористен“». За цей час світ побачило близько 30 книг української тематики у різноманітніших жанрах.

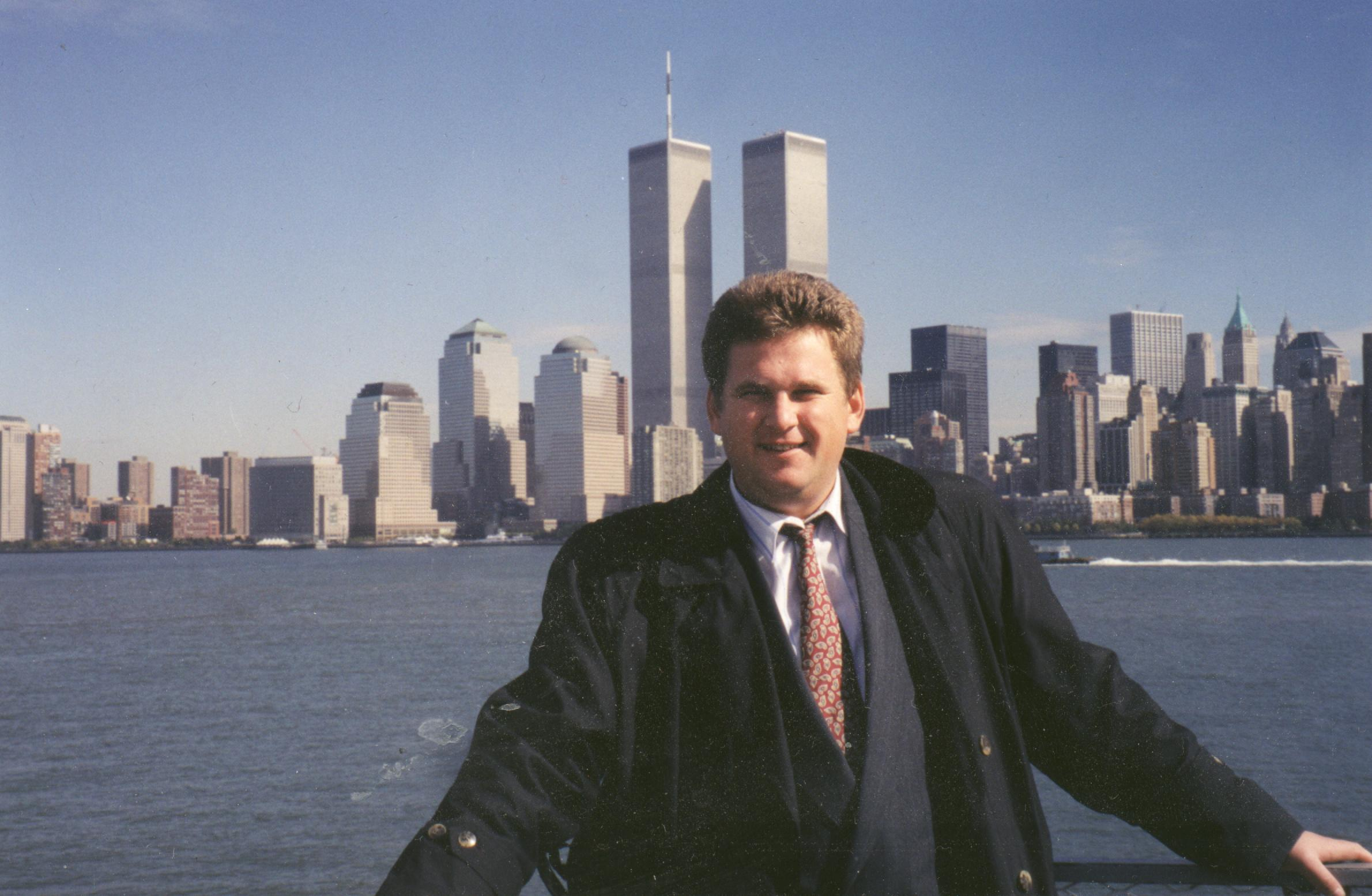
Письменник і журналіст Фідель Сухоніс багато подорожує. Це фото було зроблено якраз напередодні трагічних подій у Ню-Йорку 11 вересня 2001 року на тлі згодом знищених «близнюків» Всесвітнього торгового центру

Фідель Сухоніс нагороджений Орденом Святого Володимира 3-го ступеня, Святого Архістратига Михаїла та Орденом Кирила та Мефодія за відродження духовності в Україні та розбудову Національної Церкви. Відзначений як найкращий журналіст регіону в щорічному конкурсі «Світоч Придніпров'я». Має інші відзнаки та нагороди держави, громадських і творчих організацій
Особливий інтерес читацького загалу викликали книги в яких автор розмірковує про життя західної української діаспори.
У 1995 році вийшла книга Фідель Сухоноса «Америка у вишиванці», що розповідає про життя української діаспори США. А восени 1999 року збірник «Українська Америка зблизька» присвячена цій же темі. У 2001 році автор видав художньо-публіцистичний збірник «Україна за Атлантикою», де розповідає про життя української громади не лише США, а й Канади. У 2007 році Фідель Сухоніс упорядкував книгу-реквієм «Не підлягає забуттю» про голодомор — геноцид українського народу в 1932—1933 рр. А в наступному під орудою письменника побачила світ збірка з цієї ж тематики під назвою «Про голодомор вустами молодих». Минулого року Фідель Сухоніс упорядкував науковий та художньо-публіцистичний збірник «До 350-річчя Конотопської битви». Наприкінці 2010 року вийшла книга «Ріо де Україна», що розповідає про українську громаду в Бразилії та життя цієї країни.

## Творчий доробок
Книжки:
- «Три колонки редактора»;
- «Витоки»;
- «Українська Америка зблизька»;
- «Втеча у небі»;
- «Альтернативна дружина з планети Зю»;
- «Україна за Атлантикою»;
- «Лелека вертає додому»;
- «Україна починається»;
- «Америка у вишиванці»;
- «Портрети з рідного кореня»;
- Збірник «Помаранчеві оповідання»;
- «Ріо де Україна»;
- «І знову я в Америці»

Автор численних колективних збірників та статей в періодичних виданнях
Упорядник книги-реквієму «Не підлягає забуттю» про голодомор — геноцид українського народу в 1932—1933 рр. (2007), збірки «Про голодомор вустами молодих» (2008), наукового та художньо-публіцистичного збірника «До 350-річчя Конотопської битви» (2010). Автор проєкту «Аудіокнига «Письменники Дніпропетровщини — шкільним бібліотекам» (2012) разом із Наталією Дев'ятко та Еліною Заржицькою.

## Нагороди
- Орден Святого Володимира III ступеня, Святого Архистратига Михаїла.
- Орден Кирила та Мефодія за відродження духовності в Україні та розбудову Національної Церкви.
- Премія імені Пантелеймона Куліша.
- Відзначений як кращий журналіст регіону в щорічному конкурсі «Світоч Придніпров'я».
- Входить у «ТОП-100 блогерів та трендмейкерів YUCIEE Дніпропетровської області».

## Виноски
1. ↑  https://dniprorada.gov.ua/uk/articles/item/30017/u-dnipri-viznachili-peremozhciv-rejtingu-blogeriv-i-trendmejkeriv-yucci
2. ↑  http://www.otv.ua/news/tochka-zoru/
3. ↑  https://vesti.dp.ua/u-dnipri-nezvichajnij-konkurs-zibrav-cikavix-lyudej-foto/
4. ↑  https://borysten.com.ua/index.php/golovna-2/542-u-dnipri-vidznaka-znaishla-laureativ
5. ↑  Бібліотека журналу «Бористен»
6. ↑  «До 350-чя Конотопської битви»
7. ↑  «Ріо де Україна»